# Buthacus nigerianus
Espèce
Buthacus nigerianus est une espèce de scorpions de la famille des Buthidae.

## Distribution
Cette espèce est endémique de l'État de Kaduna au Nigeria. Elle se rencontre vers Kaduna.

## Description
Le mâle holotype mesure 37,6 mm.

## Étymologie
Son nom d'espèce lui a été donné en référence au lieu de sa découverte, le Nigeria.

## Publication originale
- Lourenço & Qi, 2006 : « A new species of the genus Buthacus Birula, 1908 (Scorpiones, Buthidae) from Nigeria. » Entomologische Mitteilungen aus dem Zoologischen Museum Hamburg, vol. 14, no 174, p. 301-306 (texte intégral).